# Friedhof Euskirchen
Der Städtische Friedhof Euskirchen an der Frauenberger Straße wurde 1887 angelegt, da der alte Friedhof an der Kölner Straße voll belegt war. Das neue Areal wurde als Vier-Felder-Anlage konzipiert. Die Leichenhalle wurde im neoromanischen Stil aus Backsteinen errichtet. Mitte der 1950er Jahre wurde sie durch einen Neubau abgelöst.
Spätere Erweiterungsflächen haben die Form eines Landschaftsgartens.
Derzeit stehen 64 Grabstätten unter Denkmalschutz. Dabei handelt es sich unter anderem um aufwändig gestaltete Grabmale von Tuchmacherfamilien, die im 19. Jahrhundert die wirtschaftliche Entwicklung der Stadt Euskirchen bestimmten.
Ein Teil der Anlage ist ein Ehrenfriedhof für Gefallene der Kriege sowie für verstorbene russische Kriegsgefangene.
Die in den 1970er Jahren eingemeindeten Stadtteile haben jeweils eigene Friedhöfe. Viele von ihnen haben auch eigene jüdische Friedhöfe, die aber zum großen Teil heute nicht mehr belegt werden. Einer von ihnen ist der an derselben Straße gelegene  Jüdische Friedhof an der Frauenberger Straße.

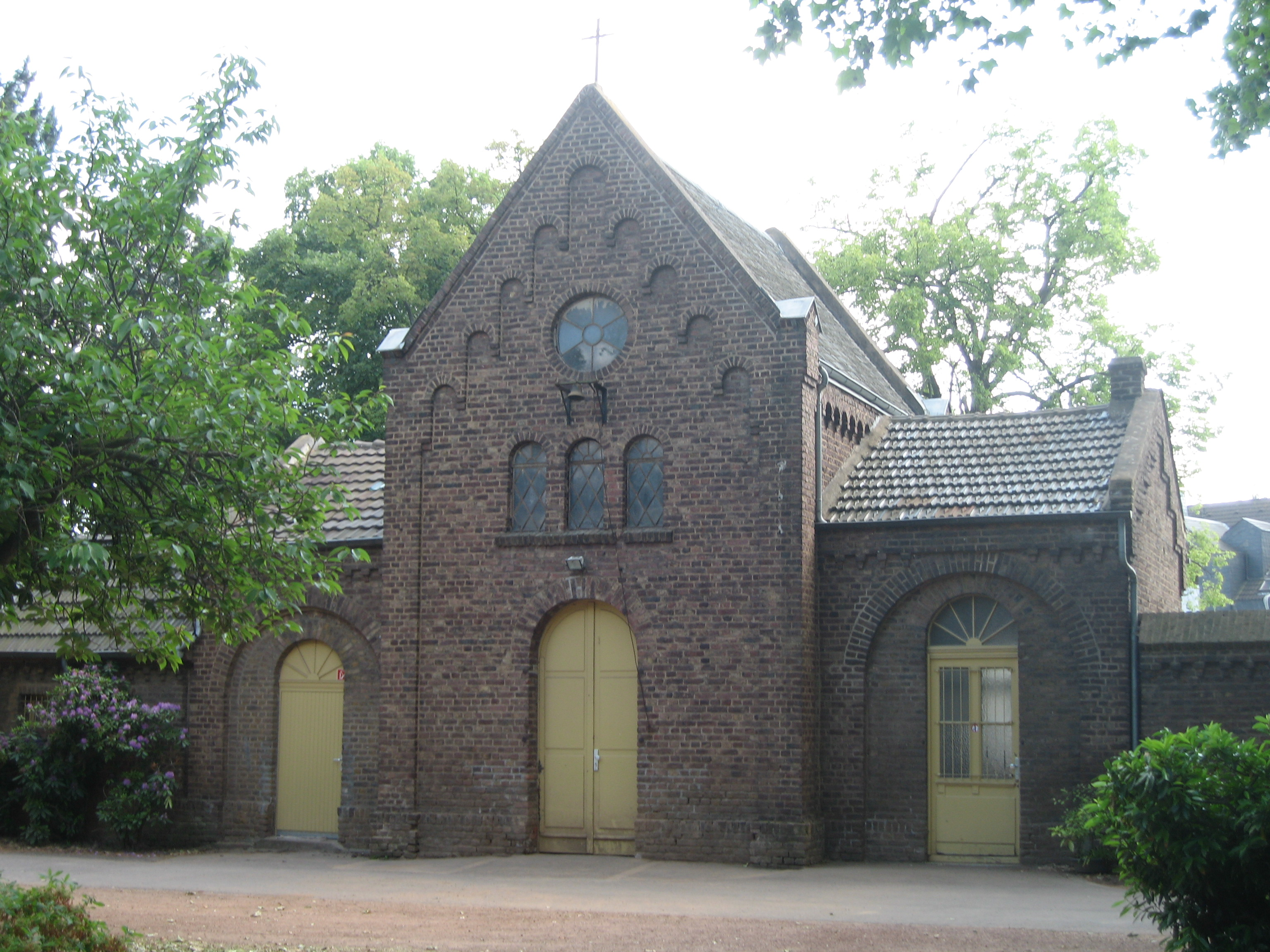
Ehemalige Leichenhalle
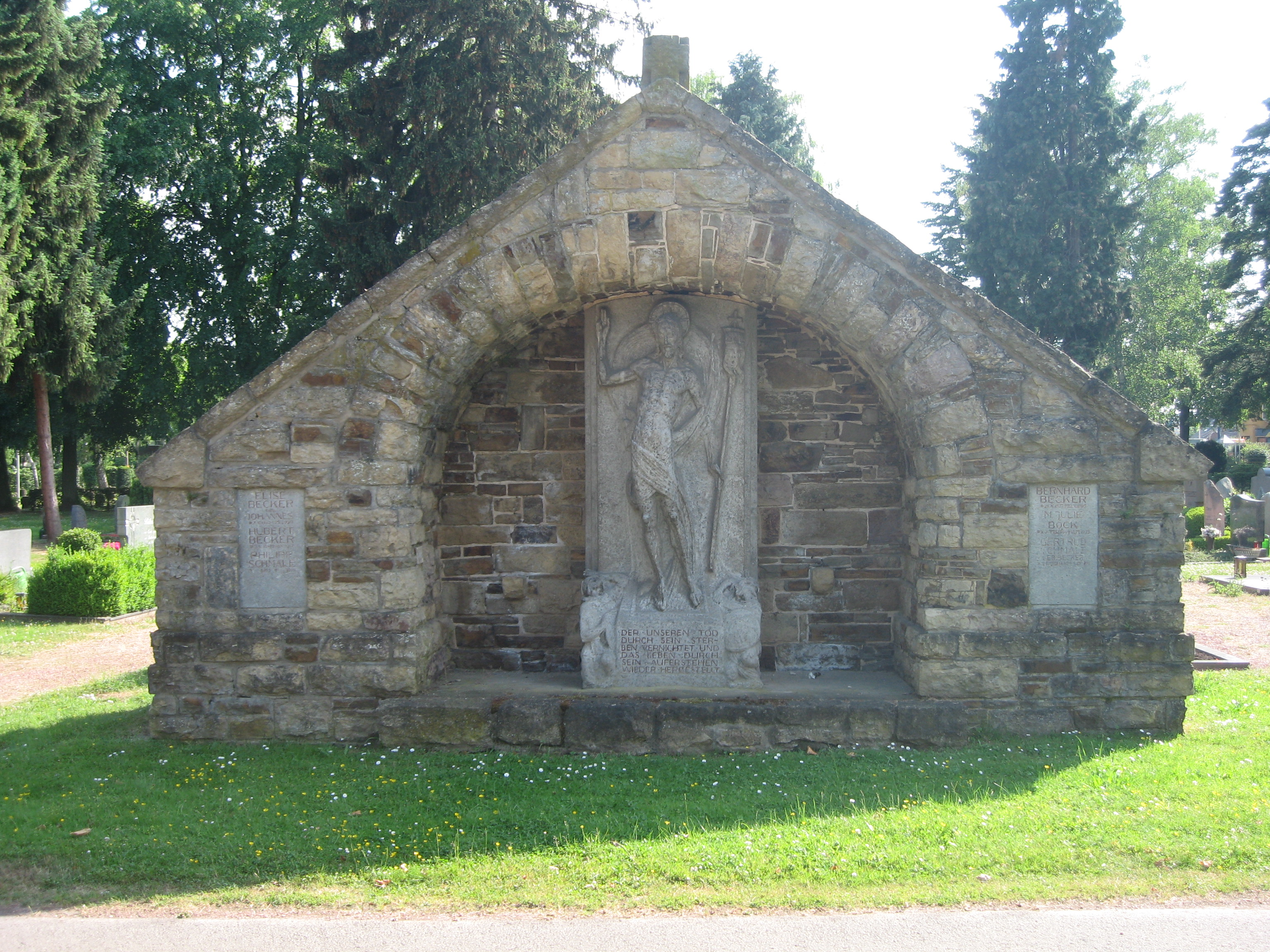
Grab der Tuchmacherfamilie Becker
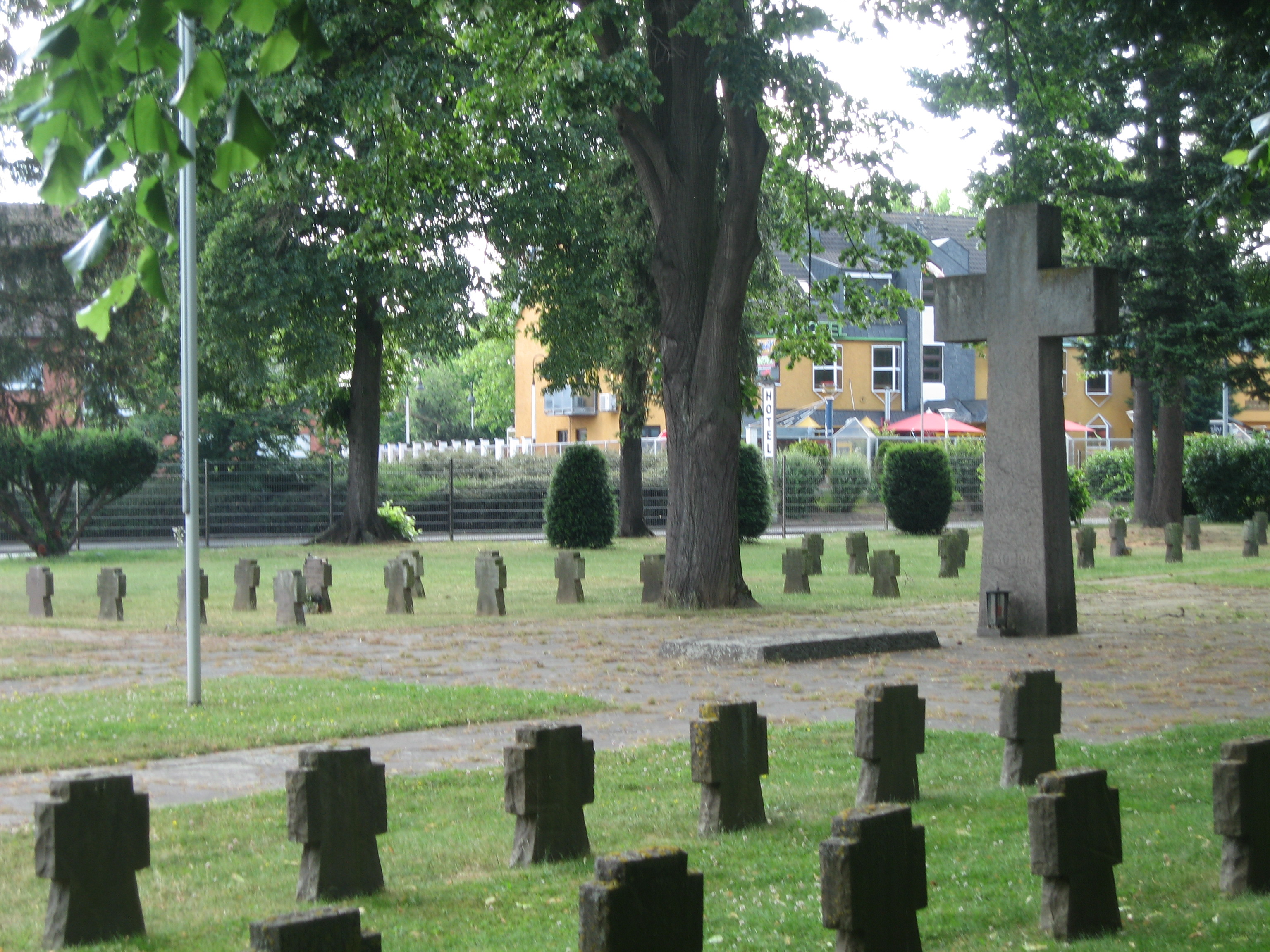
Ehrenfriedhof